# Lionel Hitchman
Lionel Hitchman (né le 3 novembre 1901 à Toronto, dans la province de l'Ontario, au Canada — mort le 19 décembre 1968 à Glens Falls aux États-Unis) est un joueur professionnel canadien de hockey sur glace qui évoluait au poste de défenseur.

## Biographie
Le 18 février 1923, il signe son premier contrat professionnel avec les Sénateurs d'Ottawa de la Ligue nationale de hockey. Il finit avec eux la saison 1922-1923. Il remporte alors sa première Coupe Stanley de son histoire.
Il joue encore une saison et demie avec les Sénateurs puis en janvier 1925, il est vendu aux Bruins de Boston, nouvelle franchise de la LNH depuis le début de la saison 1924-1925. Au début de la saison 1927-1928, il est nommé premier capitaine de l'équipe. Il joue pendant dix saisons dans la défense des Bruins, souvent aux côtés d'Eddie Shore, remportant une deuxième Coupe Stanley en 1929. En 1931-1932, il est remplacé au poste de capitaine par George Owen.
Hicthman met fin à sa carrière après la saison 1933-1934 et par la suite son numéro, le numéro 3, est retiré par les Bruins de Boston. Il ne coupe pas les ponts avec le hockey puisqu'au cours de la saison qui suit, il devient entraîneur des Cubs de Boston dans la Canadian-American Hockey League pour deux saisons. Il est également pendant une saison l'entraîneur des Indians de Springfield dans l'International American Hockey Ligue, ligue qui devient par la suite la Ligue américaine de hockey.

## Statistiques
| Saison     | Équipe                | Ligue      |     | Saison régulière | Saison régulière | Saison régulière | Saison régulière | Saison régulière |   | Séries éliminatoires | Séries éliminatoires | Séries éliminatoires | Séries éliminatoires | Séries éliminatoires |
| Saison     | Équipe                | Ligue      | PJ  | B                | A                | Pts              | Pun              | PJ               | B | A                    | Pts                  | Pun                  |                      |                      |
| 1919-1920  | Toronto Aura Lee      | OHA-Jr.    | 4   | 0                | 0                | 0                | 0                | -                | - | -                    | -                    | -                    |                      |                      |
| 1920-1921  | Toronto Aura Lee      | OHA-Jr.    | 3   | 1                | 0                | 1                | 4                | -                | - | -                    | -                    | -                    |                      |                      |
| 1921-1922  | Ottawa New Edinburghs | OLCH       | 8   | 2                | 1                | 3                | 14               | -                | - | -                    | -                    | -                    |                      |                      |
| 1922-1923  | Ottawa New Edinburghs | OLCH       | 16  | 5                | 1                | 6                | 30               | 3                | 0 | 0                    | 0                    | 18                   |                      |                      |
| 1922-1923  | Sénateurs d'Ottawa    | LNH        | 3   | 0                | 1                | 1                | 12               | 7                | 1 | 0                    | 1                    | 18                   |                      |                      |
| 1923-1924  | Sénateurs d'Ottawa    | LNH        | 24  | 2                | 6                | 8                | 24               | -                | - | -                    | -                    | -                    |                      |                      |
| 1924-1925  | Sénateurs d'Ottawa    | LNH        | 12  | 0                | 0                | 0                | 2                | -                | - | -                    | -                    | -                    |                      |                      |
| 1924-1925  | Bruins de Boston      | LNH        | 19  | 3                | 1                | 4                | 22               | -                | - | -                    | -                    | -                    |                      |                      |
| 1925-1926  | Bruins de Boston      | LNH        | 36  | 7                | 4                | 11               | 70               | -                | - | -                    | -                    | -                    |                      |                      |
| 1926-1927  | Bruins de Boston      | LNH        | 41  | 3                | 6                | 9                | 70               | 8                | 1 | 0                    | 1                    | 26                   |                      |                      |
| 1927-1928  | Bruins de Boston      | LNH        | 44  | 5                | 3                | 8                | 87               | 2                | 0 | 0                    | 0                    | 2                    |                      |                      |
| 1928-1929  | Bruins de Boston      | LNH        | 37  | 1                | 0                | 1                | 64               | 5                | 0 | 1                    | 1                    | 22                   |                      |                      |
| 1929-1930  | Bruins de Boston      | LNH        | 39  | 2                | 7                | 9                | 58               | 6                | 1 | 0                    | 1                    | 14                   |                      |                      |
| 1930-1931  | Bruins de Boston      | LNH        | 43  | 0                | 2                | 2                | 40               | 5                | 0 | 0                    | 0                    | 0                    |                      |                      |
| 1931-1932  | Bruins de Boston      | LNH        | 48  | 4                | 3                | 7                | 36               | -                | - | -                    | -                    | -                    |                      |                      |
| 1932-1933  | Bruins de Boston      | LNH        | 45  | 0                | 1                | 1                | 34               | 5                | 0 | 1                    | 1                    | 0                    |                      |                      |
| 1933-1934  | Bruins de Boston      | LNH        | 27  | 1                | 0                | 1                | 4                | -                | - | -                    | -                    | -                    |                      |                      |
| 1933-1934  | Cubs de Boston        | Can-Am     | 4   | 0                | 0                | 0                | 2                | -                | - | -                    | -                    | -                    |                      |                      |
| Totaux LNH | Totaux LNH            | Totaux LNH | 417 | 28               | 34               | 62               | 523              | 35               | 2 | 2                    | 4                    | 73                   |                      |                      |